# José de Escandón
El coronel José de Escandón y Helguera (Soto de la Marina, Cantabria, 19 de marzo de 1700-Santiago de Querétaro, Nueva España, 10 de septiembre de 1770), I conde de Sierra Gorda, caballero de la Orden de Santiago, fue un noble y militar español, fundador y primer gobernador de la provincia del Nuevo Santander en el virreinato de Nueva España.
Actualmente, José de Escandón es reconocido como agente fundamental en la introducción de la explotación de ganado en la región de Texas y, por ello, en el desarrollo de la cultura de los cowboys.

Escudo de armas de José de Escandón

## Biografía

### Orígenes y familia
José de Escandón y Helguera nació el 19 de marzo del año 1700, en el barrio de San Juan de la Canal en Soto de la Marina, en el actual municipio de Santa Cruz de Bezana (Cantabria, España). Sus padres fueron Juan de Escandón y Rumoroso, y Francisca de la Helguera y de la Llata, ambos originarios y vecinos de Soto de la Marina. Fue el menor de seis hermanos llamados Juan, Antonio José, Francisca María, María y Francisco (religioso de la Orden de San Francisco).
Casó en primeras nupcias el 9 de diciembre de 1724, en la ciudad de Santiago de Querétaro, con doña María Antonia de Ocio y Ocampo (Querétaro, 1705-1736), hija del capitán don Agustín de Ocio y Ocampo (perteneciente a una acaudalada familia de oidores de México) y de doña Ana de Arroyo y Santerbáez. De este matrimonio, nació una hija llamada Ana María Francisca Ignacia de la Cruz de Escandón y Ocio, religiosa profesa del Convento de Santa Clara de Querétaro, y un varón que premurió a su padre, del que no se conoce descendencia, llamado José de Escandón y Ocio, a quien su padre nombra en su testamento como "el brigadier don José Escandón, mi hijo difunto", y que Canales cita como sacerdote en Santander.
Tras enviudar, casó en segundas nupcias en Querétaro, en 1737, con doña María de la Llera y Bayas, hija de don Santiago de la Llera y Rubalcava, regidor perpetuo del Santo Oficio de Querétaro, y doña Isabel de Bayas y Butrón. De dicho matrimonio procreó siete hijos, entre ellos a don Manuel Ignacio de Escandón y Llera, II conde de Sierra Gorda, al canónigo don Mariano Timoteo de Escandón y Llera, III conde de Sierra Gorda y caballero de la Orden de Carlos III, quien fuera gobernador del obispado de Michoacán, a doña Josefa María Modesta de Escandón y Llera, IV condesa de Sierra Gorda, y a doña María Josefa de Escandón y Llera, V condesa de Sierra Gorda, única en obtener descendencia de su matrimonio con don Melchor de Noriega y Cobielles (padres de Andrés de Noriega y Escandón, muerto joven y sin descendencia, y de Ana María de Noriega y Escandón, VI condesa de Sierra Gorda, monja del convento de la Enseñanza en Irapuato).

### Carrera militar antes de Nuevo Santander
En 1715, a los quince años de edad, dejó la península ibérica y se fue a la Nueva España, ingresando como cadete voluntario en la «Compañía de Caballeros Montados y Encomendados de Mérida», en la ciudad de Mérida. Luchó contra los ingleses en la Laguna de Términos y por su valentía, fue ascendido a teniente y enviado a Querétaro. Allí luchó en las guerras contra los apaches. En Querétaro, aprendió a tratar a los indios «como amigos, con mano suave, y como enemigos, con rigor implacable» . En 1727 pacificó a los pames, que se habían sublevado en Celaya, y fue ascendido a sargento mayor  del regimiento. En 1732 sometió a los rebeldes en las minas de Guanajuato, y al año siguiente hizo lo mismo en Irapuato. En 1734 pacificó a 10 000 rebeldes indígenas en San Miguel el Grande. Por estos logros, fue ascendido a coronel, máximo rango militar que alcanzaría en su carrera, y se le asignó como ayudante del capitán general de la  Sierra Gorda. 
En 1737, un año después de la muerte de su primera esposa, doña Antonia Ocio y Ocampo, contrajo segundas nupcias con doña María Josefa de la Llera.
En 1742 fue trasladado de Querétaro a Veracruz, ya que estaba amenazado por los ingleses, pero a su llegada recibió la orden de regresar a Tehuacán. En 1749 pacificó unos disturbios en Querétaro que resultaron de la hambruna que siguió a una sequía. Varias veces visitó las misiones de la Sierra Gorda, introduciendo reformas en la administración. También luchó contra los tamaulipecos que estaban devastando la región de Nuevo León.

## Colonización de Nuevo Santander
En la década de 1740, España, a causa de las incursiones franceses en la Luisiana y de las inglesas a lo largo de la costa del golfo de México, decidió que tendría que completar la conquista del Seno Mexicano (la costa del Golfo, sobre todo de Tamaulipas y Texas). El virrey de Nueva España, el 3 de septiembre de 1746, fundó la «Colonia de la Costa del Seno Mexicano» desmembrándola del Nuevo Reino de León. Se celebró un consejo de guerra para considerar este proyecto, desde el 8 de mayo de 1748 al 13 de mayo. Varios funcionarios presentaron planes, y fue elegido el de José de Escandón como el más completo. Escandón ya había financiado una expedición a la región y por lo tanto estaba en condiciones de elegir los sitios para los asentamientos. Fue él quién propuso el nombre de «Nuevo Santander». También propuso un presupuesto de 115.000 pesos para la nueva expedición, además de 500 pesos por cada colono. Tras la aceptación del plan de Escandón, fue anunciado en las ciudades de Querétaro, San Luis Potosí, Charcas, Huasteca, Nuevo León y Coahuila, y muy pronto atrajo el número previsto de colonos. Escandón fue nombrado «Jefe de la Conquista del Seno Mexicano» con el fin de reconocer, pacificar y poblar las tierras que median entre Tampico, Pánuco, la Ciudad Valles, Custodia del Río Verde, el Nuevo Reino de León y la bahía del Espíritu Santo. Más adelante, la provincia será conocida como Nuevo Santander, ya que José de Escandón, era originario de Santander, España.
Entre el 25 de diciembre de 1748, fecha de la fundación de la villa de Llera de Canales, y 1755, fundó personalmente, u ordenó fundar, más de veinte ciudades o pueblos y una serie de misiones en la colonia, incluyendo Güemez (1 de enero de 1749), Santander (hoy Santander Jiménez) (17 de febrero de 1749), Camargo (5 de marzo de 1749, fundada por Blas María de la Garza Falcón),  Nuestra Señora de Guadalupe de Reynosa (14 de marzo de 1749),  Soto la Marina (3 de septiembre de 1750), Mier (6 de marzo de 1753), Santillana, Dolores, Vedoya y Revilla, al sur del río Grande, y Villa de San Agustín de Laredo (hoy Laredo) (fundado por Tomás Sánchez en 1755), y la hacienda de Nuestra Señora de los Dolores al norte del río Grande. Como se puede apreciar, la toponimia hace referencia a la tierra cántabra del conde. José de Escandón había conseguido para la Nueva España fundar 24 nuevas poblaciones, colonizar unos 70 000 km² de extensión y disponer de más de 1 millón de cabezas de ganado.
Como parte del reconocimiento de los méritos y servicios que don José de Escandón realizó en favor de la Corona española, se le distinguió como caballero de la prestigiosa Orden de Santiago, asociación ecuestre de la nobleza española, así como los altos cargos de coronel de las Compañías de Infantería y Caballería de la Ciudad de Santiago de Querétaro y gobernador del Nuevo Santander (actual Estado de Tamaulipas, México). 
El mayor reconocimiento que la Corona española otorgó a José de Escandón por sus méritos y servicios fue la concesión del título nobiliario de conde de Sierra Gorda libre de lanzas (derecho impuesto a los nobles en lugar del servicio militar) y media anata (tasa pagada al asumir el cargo). El nombre reconoce la memoria de las tierras que pacificó y reorganizó. La concesión de títulos nobiliarios era común en la Nueva España a militares, mineros y terratenientes que sirvieran provechosamente a la Corona, y que tras probar su previa hidalguía y nobleza de sangre, se les otorgaba un Título de Castilla para ellos y sus descendientes.
A veces a  Escandón se le considera como el «padre del bajo valle del río Grande» ("father of the lower Rio Grande Valley"). Aunque por su firmeza y energía, también se le conoce como el «exterminador de los pames de Querétaro» (Exterminator of the Pames of Querétaro).

### Gobernador de Nuevo Santander
Acumuló una vasta riqueza durante su estancia en Querétaro, San Miguel y Nuevo Santander, procedente del trabajo de indios y esclavos mal pagados, así como de las grandes concesiones de tierras de los virreyes[cita requerida]. El ganado y otros productos de sus tierras, así como lo que compraba a los colonos, era enviado desde el puerto de Soto la Marina a lo largo de la costa hasta Veracruz en una fragata de su propiedad. Fue considerado uno de los grandes hombres de Estado de la Nueva España en el siglo XVIII, superior a muchos de los virreyes. Asignó las actividades y cultivos en cada asentamiento, estimuló el riego y la construcción de carreteras y puentes. Se construyó una gran mansión en Santander, capital de la colonia, conocida como el Palacio del Conde, al igual que en otras ciudades del virreinato como Valladolid (Morelia)donde se le conoce como el Palacio del Conde de Sierra Gorda, hoy casi en ruinas y oficinas de la SEP en la capital michoacana. También construyó la iglesia de Santander y un depósito para agua potable. Llevó a albañiles, carpinteros y herreros desde Tacubaya y estableció hornos, ingenios azucareros y fábricas de harina.
En Nuevo Santander fue acusado de asesinar indios y de tomarlos como esclavos. Se enfrentó a un caso judicial, Juicio de Residencia, en el que fue acusado de uso ilegal de mano de obra indígena en sus fábricas textiles —lo que estaba prohibido desde 1601—y que se valía del puerto de Santander para traer contrabando inglés.[cita requerida] Sin embargo, en el período posterior a su muerte, 1770-1775, hubo más del doble de muertes entre los indios que en los 22 años que él gobernó. Entre sus enemigos en la región estaban los jesuitas, los franceses y el clero secular.
Murió olvidado en 1770, probablemente el 10 de septiembre, en Santiago de Querétaro o Ciudad de México[cita requerida]. Cinco años más tarde fue exonerado de los cargos legales en su contra, y fue rehabilitado. El título pasó a su hijo mayor, Manuel, que murió sin descendencia. Su segundo hijo, Mariano, se convirtió entonces en conde.
Ciudad Victoria, ahora capital del estado de Tamaulipas, erigió una estatua en su memoria en 1975. También hay calles que llevan su nombre allí y en Querétaro. En Laredo, Texas, el Festival de Música José de Escandón se celebra cada año en noviembre. También hay una estatua dedicada a él en Alice., Texas.